# Elina Rönnlund
Elina Rönnlund (14 ottobre 1996) è una fondista svedese.

## Biografia
Attiva in gare FIS dal novembre del 2012, in Coppa del Mondo la Rönnlund ha esordito il 14 febbraio 2015 a Östersund (57ª) e ha ottenuto il primo podio l'8 dicembre 2019 a Lillehammer (3ª). In carriera non ha preso parte a rassegne olimpiche o iridate.

## Palmarès

### Mondiali juniores
- 1 medaglie:
  - 1 oro (staffetta a Râșnov 2016)

### Coppa del Mondo
- Miglior piazzamento in classifica generale: 49ª nel 2020
- 1 podio (a squadre):
  - 1 terzo posto